# 地震動

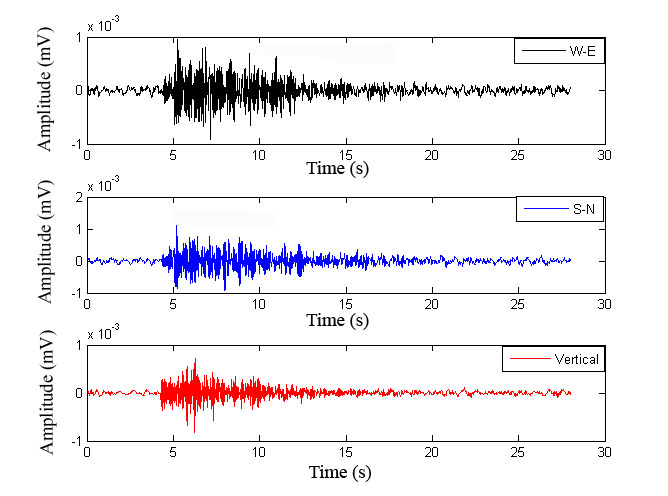
地震動を波形で示したグラフ。
黒：東西動成分
青：南北動成分
赤：上下動成分

地震工学における地震動（じしんどう、英: ground motion）とは、地震における地面の揺れ動きを言う。ある点における地震動は、工学的には振動現象として取り扱われる。地震動は地盤の振動であるが、地盤ごとに卓越周期（predominant period）と呼ばれる固有の周期が存在する。

## 力学的特徴
地震動は連続的な動きではなく、短い周期で動きを多数繰り返す振動である。繰り返しの振動の主要な部分は、地震を発生させている断層で加圧（固定）→開放（ずれ）→加圧（固定）→開放（ずれ）…の過程が非常に短い周期で繰り返されることによって生まれる。
地震を発生させる断層では、地震を起こす際に面同士が強い力によってずれるが、ずれる面は岩盤や固い土砂であるため滑らかではなく、ずれる面は極微小地震（マグニチュード1未満の地震）でも数m2、M9以上の地震でおよそ1万km2と非常に広いため、ずれる速さは一定にはならず、場所によってずれる速さやずれやすさにばらつきが出るなどして、不均一な振動となる。
発生した地震動は、およそ3〜7km/sで周囲に伝わっていく。伝わる速さや伝わりやすさは振動の性質によって異なる。また、地盤の性質（地質）によっても地震動の伝わる速さや伝わりやすさは変わる。地震動が伝わる過程で、弱まることを減衰、強まることを増幅ということが多い。
地盤の性質や振動の性質によって、地震動が干渉・合成され、地震動の周期が変化したりすることがある。これら振動としての性質は波動として考えることが多い。また、ベクトルである地震動を方向別にスカラーとして捉えた場合、上下動成分、南北動成分、東西動成分の3つに大分されることが多い。縦揺れ、横揺れといった特徴は、地震波の差ではなく、上下や東西南北といった地震動の方向の差によって生まれる。

## 振動の特徴
振動（地震波）の性質によって、地上の揺れのパターンには一定の法則が生まれる。
震源で発生した地震動（地震波）は、有限の速度をもって周囲に伝わる。その速さはおよそ3〜7km/sで、音波の10〜20倍も速いが、光速と比べれば5万〜10万分の1にとどまるため、地震が発生してから周囲の地表が揺れるまでには時間がかかり、その時間は震源から遠くなるほど長くなる。この時間差を利用したシステムが地震警報システムである。
地震動のうち、周期が短く伝播速度が7km/s前後と早いP波は、最初に到達してカタカタという小さな揺れをもたらし、初期微動と呼ばれている。揺れが小さいのは周期が非常に短く減衰が大きいためであり、震源に近いところではあまり減衰していないP波によって地鳴りのような音が発生する。
周期が比較的長くP波の半分ほどの速度で伝播するS波は、初期微動の後に到達してガタガタという激しい揺れをもたらし、主要動と呼ばれている。地震によってS波の周期は異なり、卓越する地震動の周期（最も振幅が大きい地震動の周期）も変わるため、被害の様子も変わってくる。また、さまざまな周期を持ち周期によって速度が異なる表面波は、被害を起こすような周期の振動がS波よりもやや遅れて到達する。表面波は減衰が少ないので遠くまで到達し、ユラユラという揺れを、震源から数千km離れた地点でも発生させる（特に高層建築物内で揺れやすい）。表面波と、S波到達後に続くP波も主要動に含まれる。
P波とS波の最初の到達時間の差を初期微動継続時間といい、複数の離れた地点の地震計で得られた初期微動継続時間から、震源の位置を推定する。地震動（地震波）の伝播速度は地盤によって変わるため、実用的には、地質調査によりあらかじめまとめておいた地震波の伝播速度のデータを、観測データと比較しながら計算を繰り返し、詳細な震源の位置を決定する。

## 周期で見た地震動
周期別に、地震動は6つに分けられる。
周期が長いほど減衰しにくく、長距離を長時間伝わる。また、地震動を伝える地盤が固いほど、周期が短い地震動を伝えやすい。周期と被害の関係については、1980年代ごろから地震計の精度が向上したことを受けて、解明が進んだ。現在も研究が進み、防災の面から新たな発見も期待されている分野である。
建築物はその建材の剛性と高さによる固有の共振周波数を持ち、地震動の周期と共振して大きな被害をもたらすことがある。到達した地震動にどの周波数が卓越しているかによって共振を受ける建造物の被害には差異が生じることになるが、大きな人的被害をもたらした地震動が発生した場合、その際に卓越した周波数を俗にキラーパルス（killer pulse）と呼んでいる。一般には剛性が高く低層の建築物ほど共振周波数は高く、高周波の多い直下型の地震で大きな被害を受けやすい。逆に剛性が低く高層の建築物ほど共振周波数が低くなり、長い時間の長周期の地震動で被害を受けやすくなる。この長周期の地震動は減衰しにくく遠方まで到達し、規模の大きな地震に多く含まれるが、近年スロースリップと呼ばれる現象でも発生することが明らかになっている。
人に対して最大の影響を与える周波数は、椅子に座った状態で鉛直成分が4〜8Hz, 水平成分が1〜2Hzで、55dBより有感となる。立っている状態ではより長周期に、寝ている状態ではより短周期の揺れを感じやすくなる。
極短周期地震動
周期0.5秒以下の地震動。屋内の家具や物などが最も揺れやすい周期。計測地震計の感度が最も強いのがこの地震動であるため、震度と被害や体感震度との間のずれを生む原因とされている。
短周期地震動
周期0.5〜1秒の地震動。やや短周期地震動も含めることがある。
稍（やや）短周期地震動
周期1秒〜2秒の地震動。木造家屋、非木造の中低層建築物が最も揺れやすい地震動。兵庫県南部地震（阪神・淡路大震災）では直下でこの地震動が卓越し、甚大な被害をもたらした。
稍（やや）長周期地震動
周期2〜5秒の地震動。巨大なタンクや鉄塔など、中規模中層建築が最も揺れやすい地震動。
長周期地震動
周期5秒以上の地震動。やや長周期地震動も含めることがある。高層建築物や超高層建築物が最も揺れやすい地震動。周期が短いものに比べて、建物などが揺れる幅が大きく、重いものが建物の揺れにあわせて高速で移動し人や物を傷つけるといったことが起きる。
超長周期地震動
周期数百秒以上の地震動。地球全体が最も揺れやすい地震動。

## 振幅で見た地震動
地震動を振幅の大きさや傾きで見た場合は、変位、震度、速度、加速度などを用いる。
変位は地震波の波形などから見ることができる振幅の大きさである。震度は地上における地震動の大きさを被害の程度を考慮して算出されるもの。速度は単純に地震動の速さを表す。加速度は地震動の変化を表すもので、加速度が大きいほど激しい揺れとなる。